# Gabi Fernández
Gabriel Luis Fernández Arenas (Madrid, 10 de julio de 1983), conocido deportivamente como Gabi, es un exfutbolista y entrenador español que jugaba en la demarcación de centrocampista. Desde marzo de 2025 es el entrenador del Real Zaragoza. 
Formado en la cantera del Atlético de Madrid, debutó con el primer equipo en la temporada 2003-04, siendo cedido en la siguiente al Getafe Club de Fútbol. En 2007 fue traspasado al Real Zaragoza, en el que permaneció cuatro temporadas hasta su vuelta al Atlético en la campaña 2011/12. En esta tercera etapa como rojiblanco, es el capitán del equipo desde 2012, y ha logrado una Liga, una Copa, una Supercopa de España, una Supercopa de Europa, dos Liga Europa y ha sido finalista en Liga de Campeones en las temporadas 2013-14 y 2015-16. A fecha de mayo de 2018 era el octavo jugador con mayor número de partidos en liga en la historia del club, con 297 partidos en diez temporadas. 
En julio de 2018, unos días antes de comenzar la pretemporada con el Atlético, recibió una oferta del club catarí Al-Sadd, equipo en el que militaba, por aquel entonces, Xavi, dando concluida su etapa profesional como futbolista en el club.

## Trayectoria

### Como jugador

#### Inicios
Formado en las categorías inferiores del Atlético de Madrid hasta 2003, debutó en Primera División el 7 de febrero de 2004, en el partido Valencia 3 a 0 Atlético. La siguiente temporada, 2004-05, fue cedido al Getafe, disputando treinta y dos partidos de liga. Tras el regreso de su cesión, disputó dos temporadas más con el Atlético y fue traspasado al Real Zaragoza en 2007.

#### Real Zaragoza
En febrero de 2007 se dio a conocer su fichaje con el Real Zaragoza, convirtiéndose en el primer fichaje del conjunto maño de cara a la temporada 2007-08. La duración del contrato con su nuevo club fue de cuatro años, aunque el Atlético de Madrid se reservó una opción de recompra.
El 29 de junio de 2007 se realizó la presentación ante los medios de comunicación y ante los aficionados como nuevo jugador del Real Zaragoza. Lució en su camiseta el dorsal 14 y llegó a ser el primer capitán de la plantilla. En la temporada 2010-11 se destapó como un experto lanzador desde los 11 m con cinco penaltis marcados de cinco intentos y fue el máximo goleador del equipo con once tantos marcados en liga.

#### Regreso al Atlético de Madrid

##### Éxito europeo
En la temporada 2011-12 regresó al Atlético de Madrid para comenzar su tercera etapa en este club a cambio de tres millones de euros. El 28 de julio de 2011 debutó con la camiseta rojiblanca en la Liga Europa en el partido de ida de la tercera ronda de clasificación, finalizando el partido con una victoria por dos a uno. El 25 de agosto del mismo año, en la vuelta de la siguiente ronda de la Liga Europa, contra el Vitória Sport Clube portugués, marcó su primer gol en competición europea. Se trató de un gol de penalti en el minuto 2 que encarriló la victoria por 0 a 4 y el pase a la fase de grupos por un global en la eliminatoria de 6 a 0. Cuatro días después se anunció que Gabi iba a ser el cuarto capitán del Atlético de Madrid durante esa temporada. El 11 de marzo de 2012 jugó su centésimo partido con la camiseta del Atlético de Madrid en la victoria por 2 a 0 ante el Granada C. F. en el partido correspondiente a la vigesimoséptima jornada de LaLiga. El 9 de mayo de 2012 ganó su primer título al proclamarse campeón de la Liga Europa en Bucarest disputando y ganando la final por 3 a 0 al Athletic Club.

##### Capitán
Al comienzo de la temporada 2012-13 y ante las salidas de Antonio López, Luis Amaranto Perea y Álvaro Domínguez, Gabi fue elegido primer capitán del Atlético de Madrid. Tiago Mendes sería el segundo y Radamel Falcao el tercero, completando así la terna de capitanes.
Debido a que ganó la Liga Europa 2012 el Atlético de Madrid se enfrentó al Chelsea F. C., campeón de la Liga de Campeones de 2012, por la Supercopa de Europa el 31 de agosto de 2012. En ese partido, el Atlético de Madrid se proclamó campeón venciendo a su rival por 4 goles a 1, y Gabi fue el encargado de recibir y levantar el título.
Durante el resto de la temporada, Gabi jugó con regularidad como titular y fue un pilar esencial en el tercer puesto conquistado en la Primera División por detrás del Barcelona y el Madrid. Con esta clasificación final, el Atlético consiguió el objetivo de disputar la Liga de Campeones 2013-14. 
En la Copa del Rey el club fue pasando eliminatorias y el 17 de mayo de 2013 disputó la final ante el Real Madrid. Los primeros noventa minutos acabaron con empate a uno pero, en la prórroga, el Atlético de Madrid consiguió anotar un gol más que le hizo proclamarse campeón por un gol a dos. Gabi disputó la final como titular aunque fue expulsado en el minuto 125 por doble amonestación.

##### Campeón de Liga
En el año 2014 fue considerado por el Centro Internacional de Estudios del Deporte el segundo mejor centrocampista del mundo, de acuerdo a unos criterios estadísticos utilizados en la elaboración del informe.
En la jornada vigésimo quinta de la Liga, Gabi disputó el ducentésimo partido vistiendo la camiseta rojiblanca. Gabi fue titular en el partido pero el resultado no fue favorable, el Atlético de Madrid cayó derrotado por tres a cero frente al Club Atlético Osasuna. Pese a esta derrota el club colchonero tuvo una brillante actuación en Liga y el 17 de mayo de 2014 se proclamó en el Camp Nou campeón de Liga tras empatar a uno con el Fútbol Club Barcelona gracias a la ventaja de tres puntos que ostentaba con el club catalán antes de la disputa del partido. Debido a sus buenas actuaciones a lo largo de la temporada fue incluido en el once ideal de LaLiga.

##### 2014-15
Antes del comienzo de la temporada 2014-15, Gabi renovó su contrato con el Atlético de Madrid por un año más. La temporada arrancó con la disputa de la Supercopa de España que disputaban el Atlético de Madrid como campeón de Liga y el Real Madrid como campeón de Copa. Gabi fue titular en el partido de ida en el estadio Santiago Bernabéu que acabó con empate a uno y en el de vuelta en el que el Atlético de Madrid ganó por 1 a 0, proclamándose así campeón de la Supercopa de España.
El 19 de octubre, Gabi disputó su tricentésimo partido en la primera división española. Gabi fue titular en la victoria ante el Real Club Deportivo Espanyol por 2 a 0. El Atlético terminó la temporada tercero y Gabi fue titular en treinta y dos partidos de liga.

#### Selección nacional
Fue internacional con la categorías inferiores de la selección española, siete con la selección sub-20 en 2003 y doce con la selección sub-21 entre 2004 y 2005.

### Como entrenador
El 13 de noviembre de 2022 se comentó la posibilidad de retorno a la entidad del Atlético de Madrid, después del Mundial, retornando como parte de un cargo a definir aún por la entidad.
El 15 de noviembre de 2023 se convirtió en entrenador del Getafe C. F. "B" tras llevar un tiempo dirigiendo al Juvenil B. El 17 de marzo de 2025, tras desvincularse del Getafe C. F., se anunció su fichaje por el Real Zaragoza hasta final de temporada. Logró la permanencia para el equipo aragonés y su contrato fue renovado por un año más.

## Clubes

### Como jugador
- Actualizado a fin de carrera deportiva:[16]

| Club                         | Div.          | Temporada     | Liga  | Liga  | Copas nacionales | Copas nacionales | Torneos internacionales | Torneos internacionales | Total | Total | Media goleadora |
| Club                         | Div.          | Temporada     | Part. | Goles | Part.            | Goles            | Part.                   | Goles                   | Part. | Goles | Media goleadora |
| ---------------------------- | ------------- | ------------- | ----- | ----- | ---------------- | ---------------- | ----------------------- | ----------------------- | ----- | ----- | --------------- |
| Atlético Madrid "B" · España | 2.ª B         | 2002-03       | 23    | 1     | -                | -                | -                       | -                       | 23    | 1     | 0,04            |
| Atlético Madrid "B" · España | 2.ª B         | 2003-04       | 28    | 3     | -                | -                | -                       | -                       | 28    | 3     | 0,11            |
| Atlético Madrid "B" · España | Total club    | Total club    | 51    | 4     | -                | -                | -                       | -                       | 51    | 4     | 0,08            |
| Atlético de Madrid · España  | 1.ª           | 2003-04       | 6     | 0     | 1                | 0                | -                       | -                       | 7     | 0     | 0               |
| Atlético de Madrid · España  | 1.ª           | 2004-05       | -     | -     | -                | -                | 3                       | 0                       | 3     | 0     | 0               |
| Getafe C. F. · España        | 1.ª           | 2004-05       | 32    | 2     | 2                | 0                | -                       | -                       | 34    | 2     | 0,06            |
| Getafe C. F. · España        | Total club    | Total club    | 32    | 2     | 2                | 0                | -                       | -                       | 34    | 2     | 0,06            |
| Atlético de Madrid · España  | 1.ª           | 2005-06       | 32    | 1     | 1                | 0                | -                       | -                       | 33    | 1     | 0,03            |
| Atlético de Madrid · España  | 1.ª           | 2006-07       | 20    | 0     | 2                | 0                | -                       | -                       | 22    | 0     | 0               |
| Real Zaragoza · España       | 1.ª           | 2007-08       | 32    | 0     | 3                | 0                | 2                       | 0                       | 37    | 0     | 0               |
| Real Zaragoza · España       | 2.ª           | 2008-09       | 35    | 4     | 0                | 0                | -                       | -                       | 35    | 4     | 0,11            |
| Real Zaragoza · España       | 1.ª           | 2009-10       | 32    | 1     | 2                | 0                | -                       | -                       | 34    | 1     | 0,03            |
| Real Zaragoza · España       | 1.ª           | 2010-11       | 36    | 10    | 2                | 1                | -                       | -                       | 38    | 11    | 0,29            |
| Real Zaragoza · España       | Total club    | Total club    | 135   | 15    | 7                | 1                | 2                       | 0                       | 144   | 16    | 0,11            |
| Atlético de Madrid · España  | 1.ª           | 2011-12       | 31    | 2     | 1                | 0                | 17                      | 1                       | 49    | 3     | 0,06            |
| Atlético de Madrid · España  | 1.ª           | 2012-13       | 35    | 0     | 8                | 0                | 3                       | 0                       | 46    | 0     | 0               |
| Atlético de Madrid · España  | 1.ª           | 2013-14       | 36    | 3     | 9                | 0                | 12                      | 0                       | 57    | 3     | 0,05            |
| Atlético de Madrid · España  | 1.ª           | 2014-15       | 34    | 0     | 7                | 1                | 7                       | 0                       | 48    | 1     | 0,02            |
| Atlético de Madrid · España  | 1.ª           | 2015-16       | 35    | 1     | 4                | 0                | 13                      | 0                       | 52    | 1     | 0,02            |
| Atlético de Madrid · España  | 1.ª           | 2016-17       | 34    | 0     | 5                | 0                | 11                      | 0                       | 50    | 0     | 0               |
| Atlético de Madrid · España  | 1.ª           | 2017-18       | 34    | 0     | 3                | 0                | 13                      | 1                       | 50    | 1     | 0,02            |
| Atlético de Madrid · España  | Total club    | Total club    | 297   | 7     | 41               | 1                | 79                      | 2                       | 417   | 10    | 0,02            |
| Al-Sadd S. C. Catar          | 1.ª           | 2018-19       | 21    | 0     | 3                | 0                | 9                       | 0                       | 33    | 0     | 0               |
| Al-Sadd S. C. Catar          | 1.ª           | 2019-20       | 14    | 0     | 2                | 0                | 11                      | 0                       | 27    | 0     | 0               |
| Al-Sadd S. C. Catar          | Total club    | Total club    | 35    | 0     | 5                | 0                | 20                      | 0                       | 60    | 0     | 0               |
| Total carrera                | Total carrera | Total carrera | 550   | 28    | 55               | 2                | 101                     | 2                       | 706   | 32    | 0,05            |
| 1. 2.                        |               |               |       |       |                  |                  |                         |                         |       |       |                 |

### Como entrenador
| Club                   | País   | Año       |
| ---------------------- | ------ | --------- |
| Getafe C. F. Juvenil B | España | 2023      |
| Getafe C. F. "B"       | España | 2023-2025 |
| Real Zaragoza          | España | 2025-     |

## Palmarés

### Títulos nacionales
| Título                              | Club               | País   | Año  |
| ----------------------------------- | ------------------ | ------ | ---- |
| Copa del Rey                        | Atlético de Madrid | España | 2013 |
| Primera División                    | Atlético de Madrid | España | 2014 |
| Supercopa de España                 | Atlético de Madrid | España | 2014 |
| Liga de fútbol de Catar             | Al-Sadd S. C.      | Catar  | 2019 |
| Copa del Jeque Jassem               | Al-Sadd S. C.      | Catar  | 2019 |
| Copa Príncipe de la Corona de Catar | Al-Sadd S. C.      | Catar  | 2020 |
| Copa de las Estrellas de Catar      | Al-Sadd S. C.      | Catar  | 2020 |

### Títulos internacionales
| Título                 | Club               | Sede     | Año  |
| ---------------------- | ------------------ | -------- | ---- |
| Liga Europa de la UEFA | Atlético de Madrid | Bucarest | 2012 |
| Supercopa de la UEFA   | Atlético de Madrid | Mónaco   | 2012 |
| Liga Europa de la UEFA | Atlético de Madrid | Lyon     | 2018 |

### Distinciones individuales
| Distinción          | Año  |
| ------------------- | ---- |
| XI Ideal de La Liga | 2014 |